# Henri Louis Martin de Villers
Henri Louis Martin de Villers est un homme politique français, né le 21 juillet 1780 à Eu et mort le 7 novembre 1855 à Rouen.

## Biographie
Henri Louis Martin de Villers est le fils de Nicolas François Charles Laurent Martin, baron de Villers, major au régiment de Ségur dragons en 1785, chevalier de Saint-Louis, en 1814 maréchal des logis à la 1re compagnie des mousquetaires, colonel, chevalier, puis officier de la Légion d'honneur (1745-1832), et de Françoise Angélique Léger de Beaufort.  
Il est issu d'une famille originaire de Dieppe, anoblie en 1650. 
En 1817, sous la Restauration, il est nommé maire de Neufchâtel à la suite du baron d'Haussez.   
En 1822, il est élu conseiller général du canton de Londinières et en 1824 député de la Seine-Maritime jusqu'en 1827, siégeant dans la majorité soutenant les gouvernements de la Restauration.  
À la chambre, il défend avec énergie en 1825 le Conservatoire de musique de Paris, menacé de perdre ses subventions. En février 1827, il prononce un important discours contre le projet de loi sur la Presse. À la suite de la Révolution de 1830, il se retire de la vie politique.  
En 1834, il est reçu membre de l'Académie des sciences, belles-lettres et arts de Rouen, qu'il préside en 1839. 
Il était aussi membre de la Commission départementale des Antiquités de la Seine-Inférieure et de la Société des antiquaires de Normandie. 
Il était également musicien et compositeur amateur. En 1833, il contribue à fonder la Société philharmonique de Rouen, dont il est le président durant la monarchie de Juillet, regroupant plus d'une centaine de musiciens, organisant des concerts à Rouen, notamment de Frédéric Chopin, en 1838. Il s'efforce, mais sans succès, d'obtenir la création d'une école de musique à Rouen.
Martin de Villers était réputé comme violoniste. Il composa plusieurs pièces de musique de chambre, dans un style classique influencé par les compositeurs de la fin du XVIIIe siècle, tels Haydn ou Mozart.
À la suite de la Révolution de 1848, il revient dans la vie politique en étant élu en 1848 conseiller-général du canton de Saint-Saëns, jusqu'en 1852.
En 1849, il est une nouvelle fois élu député de Seine-maritime, jusqu'en 1851, siégeant avec les monarchistes.
Avec l'avènement du Second Empire, il se retire à nouveau, cette fois définitivement.

### Publications
Les partitions de certaines des œuvres musicales d'Henri Louis Martin de Villers ont été imprimées après sa mort.

### Distinction
- Chevalier de la Légion d'honneur (1825)[7].

### Mariage
En 1803, il épouse Marie de Saint Ouen, morte en 1845, fille d’Étienne François de Saint Ouen, lieutenant des maréchaux de France, chevalier de Saint-Louis, et de Marie Charlotte Adélaïde Bézuel. Cette union reste sans postérité.  

## Pour approfondir

### Sources
- « Henri Louis Martin de Villers », dans Adolphe Robert et Gaston Cougny, Dictionnaire des parlementaires français, Edgar Bourloton, 1889-1891 [détail de l’édition]